# Dorothy M. Horstmann
Dorothy Millicent Horstmann (* 2. Juli 1911 in Spokane, Washington, USA; † 11. Januar 2001 in New Haven (Connecticut), USA) war eine US-amerikanische Epidemiologin, Virologin, Kinderärztin und Hochschullehrerin. Sie war die erste Frau, die 1961 zur Professorin an der Yale School of Medicine ernannt wurde und die erste Frau, die dort 1969 einen Stiftungslehrstuhl für Epidemiologie und Pädiatrie erhielt. Sie gilt als die erste, die nachgewiesen hat, dass sich das Poliovirus über den Blutkreislauf ausbreitet.

## Leben und Werk
Horstmann wurde in Spokane geboren, verbrachte jedoch einen Großteil ihrer Jugend in San Francisco. Nach ihrem Medizinstudium an der University of California, Berkeley, wo sie 1936 ihren AB-Abschluss und 1940 ihren MD-Abschluss erwarb, absolvierte sie ihre Ausbildung an der University of California in San Francisco. Sie absolvierte danach eine klinische Ausbildung am San Francisco County Hospital und am Vanderbilt Hospital.
1942 wurde Horstmann als Commonwealth Fund Fellow als Mitarbeiterin an der Yale School of Medicine eingestellt. Dort spezialisierte sie sich auf Innere Medizin in Zusammenarbeit mit John Rodman Paul, einem Pionier der klinischen Epidemiologie und einem der Gründer der Yale Polio Study Unit, die als Reaktion auf die Zunahme von Polio-Epidemien im Land gegründet wurde.
1944 wurde Horstmann zur Dozentin und 1948 zur Assistenzprofessorin an der medizinischen Fakultät der Yale School of Medicine ernannt. 1961 erhielt sie als erste Frau eine Ernennung zur Professorin für Medizin an der Yale School of Medicine. Mit ihrer Beförderung zur John Rodman Paul-Professur erhielt sie 1969 die Denomination für Epidemiologie und öffentliche Gesundheit. Sie war die erste Frau, die einen Stiftungslehrstuhl an der Yale University innehatte. Bei ihrer Pensionierung im Jahr 1982 wurde sie emeritierte Professorin und leitende Forschungsanalystin.

## Forschungen zum Poliovirus
Horstmann veranschaulichte zusammen mit anderen Mitgliedern der Yale-Gruppe und Wissenschaftlern der Johns Hopkins University, wie das Poliovirus Lähmungen verursachte und legte damit den Grundstein für einen Impfstoff.
In den Jahren 1943 und 1944 wurden Horstmann und die Yale Study Unit gebeten, fünf verschiedene Polioausbrüche in den Vereinigten Staaten zu untersuchen. Sie untersuchten eine Reihe möglicher Faktoren, die zum Auftreten der Krankheit bei Einzelpersonen und Bevölkerungsgruppen beitragen könnten. Dazu analysierten sie die hygienischen Bedingungen in der Wasserversorgung, sammelten Insekten, die mögliche Überträger sein könnten, und entnahmen über mehrere Tage hinweg von jedem Patienten mehrere Proben aus Rachen und Nase, Blut und Kot, was bei solchen Patienten noch nie zuvor durchgeführt worden war. Mithilfe dieser Informationen konnten sie bestimmen, wie lange das Virus im Rachen- und Magen-Darm-Trakt verblieben war und welche relative Bedeutung die einzelnen Stellen während der Infektion haben. Die meisten Stuhlproben wurden mehrere Wochen lang positiv auf Poliovirus getestet, während das Vorhandensein von Viren in Proben aus dem Rachentrakt nur vorübergehend und selten vorkam. Diese Ergebnisse zeigten zusammen mit den Erkenntnissen anderer Wissenschaftler, dass der Magen-Darm-Trakt und nicht die Nasenwege eine wichtige Rolle bei der Pathogenese der Poliomyelitis spielt. Die Frage, wie das vom Magen-Darm-Trakt aufgenommene Virus ins Gehirn gelangte, blieb ungeklärt.

## Horstmanns Beitrag zur Pathogenese des Poliovirus
Während des Ausbruchs 1943 in New Haven sammelte Horstmann Blut von 111 Polio-verdächtigen Patienten, die in das Yale New Haven Hospital eingeliefert wurden. Nur eine der 111 Proben wurde positiv auf Poliovirus getestet. Es gehörte einem 9-jährigen Mädchen, dem als einziges innerhalb von sechs Stunden nach Auftreten der ersten leichten Symptome Blut entnommen wurde. Dieser Unterschied in der Probeentnahmezeit veranlasste Horstmann dazu, den Zeitraum zwischen Virusinfektion und Auftreten der Symptome genauer zu betrachten. Ihre Ergebnisse würden einen grundlegenden Paradigmenwechsel im Verständnis der Übertragung und Pathogenese von Polio darstellen.
Horstmann führte eine Reihe von Experimenten an Affen und Schimpansen durch, um zu untersuchen, ob der Blutkreislauf bei der Pathogenese von Polio eine Rolle spielt. Sie fütterte die Tiere zunächst oral mit dem Poliovirus und folgte dabei dem natürlichen Infektionsweg. Anschließend entnahm sie diesen Tieren nach der Infektion sieben Tage lang täglich Blutproben, um festzustellen, ob und wann Polioviren im Blut gefunden werden konnten. Überraschenderweise wurde das Poliovirus 4 bis 6 Tage nach der Einnahme und vor dem Einsetzen der Lähmung bei der Mehrzahl der analysierten Tiere im Blut nachgewiesen. Die Ergebnisse zeigten, warum es früheren Wissenschaftlern, darunter auch Horstmann selbst, oft nicht gelungen war, das Virus im Blutkreislauf nachzuweisen: Sie hatten zu lange gewartet. Tatsächlich wurden Blutproben nach Auftreten der schwerwiegendsten Krankheitssymptome, wie beispielsweise Lähmungen, entnommen. Zu diesem Zeitpunkt würden bereits poliospezifische Antikörper im Blutkreislauf zirkulieren, die das Virus effektiv neutralisieren und es im Blut nicht mehr nachweisbar machen. Horstmann entdeckte jedoch Polioviren im Blut von Kontaktpersonen von Patienten, die später erkrankten oder asymptomatisch blieben. Diese Entdeckung stellte einen grundlegenden Paradigmenwechsel im Verständnis von Polio dar. Sie ebnete den Weg für das aktuelle Modell der Übertragung und Pathogenese von Polioviren.
Horstmann zeigte, dass das Poliovirus für kurze Zeit in den Blutkreislauf gelangt, bevor es das Zentralnervensystem angreift. Ihr Team entdeckte, dass das Poliovirus im Blut infizierter Affen und Schimpansen auftrat, bevor die Lähmungserscheinungen auftraten. Das Virus wurde nach der Lähmung nicht gefunden, da Antikörper es eliminiert hatten. Dies war von Bedeutung, da es zeigte, dass ein immunisierender Impfstoff mit geringen Antikörpermengen das Virus zerstören konnte, bevor es in das Nervensystem gelangte. Ihre 1952 veröffentlichten Erkenntnisse ebneten den Weg sowohl für den Polio-Impfstoff gegen abgetötete Salk-Viren als auch für den Polio-Lebendvirus-Impfstoff von Sabin. Horstmann bestätigte gegenüber der Weltgesundheitsorganisation, dass der in Russland, Polen und der Tschechoslowakei getestete Sabin-Impfstoff sicher und wirksam sei.
John Enders, der den Nobelpreis für seine Arbeit an der Entwicklung einer Gewebekulturmethode zur Replikation des Poliovirus erhielt, schrieb Horstmann zu, dass sie „das weit verbreitete Gefühl erschüttert habe, dass das Virus ausschließlich in Nervenzellen wuchs“. Über Horstmanns Entdeckung sagte Enders weiter, dass „alle erleichtert waren, als sie feststellten, dass Poliomyelitis keine außergewöhnlich bizarre Krankheit war, sondern anderen ähnlich war.“

## Horstmanns Entdeckung führt zu einem Polio-Impfstoff
Horstmanns Entdeckung lieferte die spezifischen anatomischen Stellen, das Blut und den Magen-Darm-Trakt, an denen das Poliovirus gestoppt werden kann. Impfstoffe gegen Viren verwenden typischerweise eine abgeschwächte Form oder abgeschwächte Bestandteile des Krankheitserregers, um die Qualität der Immunantwort zu reproduzieren, die bei einer natürlichen Infektion hervorgerufen wird. Ein oraler Polio-Impfstoff, der den natürlichen Infektionsweg des Virus genau nachahmt, konnte verwendet werden, um Antikörper im Blut und im Magen-Darm-Trakt hervorzurufen, die später eine Poliovirus-Infektion blockieren würden.
Die seroepidemiologischen Untersuchungen von Horstmann und Paul unterstützten außerdem die Verwendung eines oralen Polio-Impfstoffs. In einer von 1947 bis 1953 in Casablanca, Marokko, durchgeführten Studie wurden Poliofälle zwischen europäischen und einheimischen marokkanischen Bevölkerungsgruppen verglichen. Die Studie verdeutlichte einige auffällige Unterschiede in der Polio-Epidemiologie zwischen den beiden Gruppen. Die europäische Gruppe wies eine 20-fach höhere Poliorate auf und die Mehrzahl der Fälle war älter als zwei Jahre. Als die einheimische marokkanische Bevölkerung auf Polio-Antikörper im Blut untersucht wurde, hatte die Mehrheit der Kinder bereits im Alter von zwei Jahren Antikörper, und diese Antikörper blieben jahrzehntelang in der Bevölkerung bestehen. Die Exposition gegenüber einer Poliovirus-Infektion im Säuglingsalter schien eine Antikörperproduktion auszulösen, die die marokkanischen Kinder später im Leben vor Krankheiten schützte. Die Ergebnisse dieser seroepidemiologischen Studien von Horstmann und anderen stützten die Entwicklung eines Impfstoffs, der Antikörper im Blut und im Magen-Darm-Trakt erzeugte.

## Kinderärztin und Pädagogin
Die Erfahrung in der Erforschung der Poliomyelitis, von der vor allem junge Patienten betroffen sind, führte dazu, dass Horstmann ihren Arbeitsschwerpunkt auf die Kinderheilkunde verlagerte. Dadurch wurde sie zur Expertin für die klinische Epidemiologie vieler anderer Viren, die Kinderkrankheiten verursachen, wie Röteln, Coxsackie-Virus und Echovirus. Horstmanns Forschungen zum Rötelnvirus waren 1958 maßgeblich an der Zulassung des Röteln-Impfstoffs für Kinder in den Vereinigten Staaten beteiligt.
Mit einer Denomination in Epidemiologie und Pädiatrie wurde Horstmann 1961 die erste weibliche Professorin an der Yale School of Medicine. Sie befürwortete die Ausweitung des Anwendungsbereichs von Infektionskrankheiten auf Aspekte der öffentlichen Gesundheit und war eine Verfechterin der Integration der diagnostischen Mikrobiologie und Virologie in die Praxis und Lehre im Bereich Infektionskrankheiten.
Horstmann war Präsidentin der Infectious Diseases Society of America und wurde 1975 in die National Academy of Sciences gewählt. 1982 ging sie als emeritierte Professorin in den Ruhestand.
Horstmann starb 2001 im Alter von 89 Jahren.
Lynn Cullen veröffentlichte 2023 den historischen Roman The Woman with the Cure, der auf Horstmanns Beteiligung an der Suche nach der Ursache der Kinderlähmung basiert.

## Auszeichnungen
- 1968: Great Heart Award[6]
- 1969: Wilson College Centennial Citation
- 1973: Modern Medicine Award
- 1975: Aufnahme in die National Academy of Sciences[7]

## Veröffentlichungen (Auswahl)
- The poliomyelitis story: a scientific hegira. Yale J Biol Med. 58(2), 1985, S. 79–90.
- Poliomyelitis virus in blood of orally infected monkeys and chimpanzees. Proc Soc Exp Biol Med. 79(3), 1952, S. 417–419.
- The Sabin live poliovirus vaccination trials in the USSR, 1959. Yale J Biol Med. 64(5), 1991, S. 499–512.
- Rubella: the challenge of its control. J Infect Dis. 123(6), 1971, S. 640–654.